# طلوع خورشید بر فراز دریاچه وان
طلوع خورشید بر فراز دریاچه وان (ارمنی: Վանա ծովուն արշալույսը; Vanatzovun Arshaluyse) یک فیلم درام ارمنی است به کارگردانی آرداک ایگیتیان و واهان استپانیان که در سال ۲۰۱۱ منتشر شد. این فیلم در جشنواره بین‌المللی فیلم زردآلوی طلایی ایروان در سال ۲۰۱۱ به نمایش درآمد.

## بازیگران
- ژان پیر نشانیان در نقش تیگران
- آرن واتیان در نقش گوورگ
- آرویک مارتیروسیان
- گونیسیگی زان در نقش یقیشه
- کارن دژانگیریان در نقش کاراپت